# Luigi Archetti
Luigi Archetti (* 5. Februar 1955 in Brescia, Italien) ist ein italienischer visueller Künstler und Musiker.

## Leben
Archetti ist seit 1965 in der Schweiz niedergelassen, wo er in Zürich lebt. Er ist tätig als visueller Künstler (Malerei, Zeichnung, Installation, Video) und Musiker (Komposition, Experimentelle Musik, Improvisation, Audio-Elektronische Musik, E-Gitarrist). Er tritt nahezu weltweit mit Projekten und Solo-Performances auf.
Archetti stellte unter anderem in diversen Galerien und in der Kunsthalle8000, Wädenswil, Kunsthalle Wil,  Kunsthalle Winterthur, Kunst(Zeug)Haus in Rapperswil-Jona, Kunstraum Heidelberg, Musée Rath Genf, dem Kunstmuseum Luzern und der Sala Can Felipe, Barcelona aus. Im Raum Zürich realisierte er einige Kunst-am-Bau-Projekte. 2020 zeigte er im Rahmen einer Gruppenausstellung in der Abbatiale Bellelay, welche die Musik in der Schweizer Videokunst zum Thema macht, seine Arbeit music for armchair von 2019.
2020 Preisträger des von der Telos Stiftung verliehenen Kunstpreises 2019/2020, Wädenswil. Ausstellung: Rauschen, Kunsthalle8000, Wädenswil. 
2025 zeigt der Kunstraum Engländerbau in Vaduz (LI) eine umfangreiche Einzelausstellung mit dem Titel "Connected Islands".
Konzerte gab er unter anderem auf den Festivals „Ton-Art“, Bern, Jazzfestival Schaffhausen, Knitting-Festival, New York und Mutamenti-Festival, Bellinzona.
Am Huddersfield Contemporary Music Festival 2019 HCMF präsentiert Luigi Archetti in einer 6-stündige Live Performance die Musik aus seinem Werk: Null I-VII.
2020 ausgedehnte Tour in Brasilien (Rio de Janeiro, Sao Paulo, Fortaleza, Serife). Auftritt am Festival: Novas Frequencias in Rio de Janeiro. Teilnahme mit 78 Partituren "Null" an der Ausstellung: Canção Enigmática X Novas Frequências, MAM Museu de Arte Moderna, Rio de Janeiro, Brasilien.
Er wirkte in diversen Musik-Theater-Projekte mit u.a: mit Meg Stuart – Damaged Goods mit dem Improvisationsstück Auf den Tisch! in Wien und Salzburg.
Die von Archetti gemeinsam mit Bo Wiget konzipierten und gedrehten Filme I have you seen better dancing than this von 2007 und Bestes Deutsches Musikvideo von 2008 erhielten an den 53. und 54. Internationalen Kurzfilmtagen Oberhausen 2007 und 2008 je den zweiten Preis in der Sparte Musikvideo.
Von 2004 bis 2018 unterrichtete Archetti an der F+F Schule für Kunst und Design in Zürich.

## Diskographie
- LAVA, Doppel-CD & Triple LP, Label: Karluk, Zürich, 2021
- NULL I - VII, 7-teilige CD-Box, Label: Die Schachtel, Milano
- Solo / Diverse CD-Veröffentlichungen (Labels: www.domizil.ch & Unit Records, Schweiz, Die Schachtel, Milano).
- Duo Archetti / Wiget mit dem Cellisten Bo Wiget (Label: Rune Grammofon, Oslo).
- Duo Tiere der Nacht mit dem Schlagzeuger Mani Neumeier (Label: Captain Trip Records, Tokyo).
- Duo Silent Surfaces mit dem Bassisten Jan Schlegel (Label: Unit Records, Switzerland).
- Duo Hulu-Project mit Hubl Greiner (Label: CCNC-Records, Deutschland).